# Gregor Maria Hanke
Pour les articles homonymes, voir Hanke.
Gregor Maria Hanke O.S.B., né le 2 juillet 1954 à Elbersroth (ville de Herrieden près d'Ansbach), est un prélat catholique allemand, et membre de l'Ordre de Saint-Benoît. Après avoir été le 54e abbé de l'abbaye de Plankstetten, il est de 2006 à 2025, évêque du diocèse d'Eichstätt.

## Biographie

### Jeunesse et prêtrise
Franz Maria Hanke fréquente le lycée Willibald à Eichstätt jusqu'à son baccalauréat. En 1974, il commence ses études supérieures à l'université d'Eichstätt, les continue à l'université d'Oxford, à l'université de Rome et en fin de compte à l'université de Francfort-sur-le-Main. Le 10 septembre 1983, il est ordonné prêtre par Alois Brems. Il prend le nom de religion de Gregor Maria (Grégoire-Marie) en prononçant ses vœux de bénédictin.

### Épiscopat à Eichstätt
Benoît XVI le nomme évêque d'Eichstätt le 14 octobre 2006. Il est consacré par l'archevêque de Bamberg, Ludwig Schick. Sa devise est : La foi est notre victoire.
Le 29 mars 2014, à l'occasion de la confirmation du préfet de la Congrégation pour les instituts de vie consacrée et les sociétés de vie apostolique, il est nommé membre de cette congrégation par le pape François.
Le 8 juin 2025, il démissionne de sa charge d'évêque.